# Webvideo
Ein Webvideo, auch Internetvideo oder Onlinevideo genannt, ist ein Video, das vor allem über das World Wide Web verbreitet wird. Dabei kann es sich sowohl um einfache Videoclips als auch um umfassende Filmproduktionen handeln. Webvideos werden hauptsächlich über Videoportale wie z. B. YouTube, Dailymotion oder Vimeo verbreitet. Eine Serie von Webvideos heißt Webserie.

## Entstehung
Zwar war es mit AVI ab 1992 und komprimiert im RealVideo-Format ab 1997  technisch möglich ein Video über das Internet auszuliefern, allerdings standen langsame Internet-Verbindungen und schwache Rechner dem entgegen. Erst das Aufkommen von Breitband-Verbindungen ab 2003 und die Entstehung von Videoportalen verhalf zu einer großen Verbreitung und Popularität.

## Einsatz
Webvideos werden eingesetzt:
- zur Unterhaltung mit zielgruppenrelevanten Themen (Musik, Shows, Interviews etc.)
- zur Information (Schulungen, Online-Seminare etc.)
- für Marketing und Werbung (Imagevideos, Produktvorstellungen etc.)

Die gängigsten Produktionsformen für Webvideos:
- Diashow mit Standbildern zusammengeschnitten zu einem Webvideo
- Abfilmen des Computer-Bildschirms mithilfe einer Screencapture-Software
- Webvideoerstellung mithilfe einer Videobearbeitungssoftware – ohne Kameraeinsatz
- klassische Filmproduktion mit digitaler Videokamera

## Kulturelles Phänomen
Das Aufkommen von neuen Distributionskanälen, insbesondere von Videoplattformen wie bspw. YouTube ab 2005, machten ein einfaches und kostengünstiges Publizieren von Webvideos möglich. Hierdurch entstand eine Art Clip-Kultur. Im Gegensatz zu längeren Formaten, wie sie beispielsweise im Fernsehen vorwiegend anzutreffen sind, werden hier nur kurze Videos von meist nicht mehr als 15 Minuten Länge produziert und anschließend im Internet zur Verfügung gestellt. Ein Video, das sich durch virale Verbreitung extrem schnell im Internet verbreitet, bezeichnet man als virales Video.
Eine weitere Entwicklung ist die Entstehung von Video-Blogs, sog. Vlogs.

## Technik
Für die Betrachtung von Webvideos bedarf es auf Anbieterseite einer Software, welche die Inhalte bereitstellt. Das Ausgangsmaterial muss in ein für die Übertragung bestimmtes Format gebracht werden. Auf Nutzerseite ist mindestens eine Medien Abspielsoftware, ein Player, erforderlich.
Grob sind zwei Arten der Übertragung von Videomaterial im Internet zu unterscheiden:
- Beim sog. Streaming wird der Inhalt in kleinen Datenpaketen laufend nachgeladen und gleichzeitig von der Abspielsoftware dem Nutzer nahtlos wiedergegeben. Diese gestückelte Übertragung ist vor allem bei Live-Inhalten und Video-on-Demand-Angeboten üblich. Als Codecs konkurrierten vor zehn Jahren vor allem das RealMedia- und das WMV-Format.[1]

- Daneben können Videoinhalte aber auch direkt in Webseiten eingebettet werden. 
Als Übertragungsformat hatte sich das Flash-Format etabliert.[1] Zu dessen Nutzung bedarf es der Abspielsoftware direkt im Browser und der Nutzer muss ein sog. Browser-Plug-in, den Flash Player, installieren. So wird die Abspielfunktionalität nicht vom Browser, sondern von einer zusätzlichen – in diesen integrierten – Software (von  Adobe) mit weiteren Sicherheitslücken und Nutzerverfolgen angeboten. Dies hat den Nachteil, dass der Nutzer diese Software – zusätzlich zum Browser – installieren und ständig aktualisieren muss. Das Verfahren war nie standardisiert und der Flash Player ist keine frei verfügbare Technologie.
Dagegen sieht der HTML5-Standard unter anderem ein <video>-Element vor, um Videos vom Browser selbst darstellen zu lassen. Ursprünglich war geplant, einen zur Dekodierung des Materials erforderlichen Codec in der HTML5-Spezifikation festzuschreiben. Darüber, welcher Codec der richtige sei, stritten die Browserhersteller. Gegenüber standen sich vor allem der freie Theora-Codec und der proprietäre H.264. Beiden hatten sowohl technische wie auch patentrechtliche Vor- und Nachteile.[2][3] Ende Juni 2009 hatte der allein HTML5-Standard schreibberechtigte (Google Angestellte) Ian Hickson in einer E-Mail an die WHATWG-Mailingliste  einer Festschreibung eines bestimmten Codecs eine Absage erteilt. Damit wurde weiterhin kein einheitlicher Standard bzgl. des vom Browser zur Verfügung zu stellenden Codecs festgelegt. 
Ab 2011 setzte Google[4], welches auch den marktdominierenden Browser Chrome bzw. Chromium und Youtube anbietet, ihr initiiertes WebM Format durch.